# Turhan Hatice
Turhan Hatice Sultan (ca. 1627 - Istanboel, 4 augustus 1683) was de Haseki Sultan (vrouw van de sultan) van Ibrahim I en valide sultan (legale moeder) van Mehmet IV van 1651 tot haar dood.

## Biografie

### Vroege jaren
Turhan Hatice, wiens geboortenaam onbekend is, was van Oost Slavische afkomst. Ze werd als kind opgepakt tijdens een slavenplundering in het Land van de Roes en ze werd als slaaf verkocht. Toen ze twaalf jaar oud was werd ze als cadeau van de khan van de Krim naar het Topkapıpaleis gestuurd om daar deel uit te gaan maken van de harem van de sultan.

### Mehmet IV's troonsbestijging
Waarschijnlijk werd Hatice door Kösem aan sultan Ibrahim I als concubine gegeven en werd ze de moeder van twee kinderen, namelijk Mehmet IV en Atike Sultan. Op 8 augustus 1648 werd Ibrahim afgezet en enkele dagen later werd hij gewurgd. Zijn zoon Mehmet IV was nog een jong kind, maar doordat Turhan Hatice zelf ook nog vrij jong was, bleef Kösem de Valide sultan. Turhan Hatice was echter te ambitieus om zonder slag of stoot deze positie af te staan. Ze werd in haar strijd om Valide sultan te worden bijgestaan door Kizlar Agha en de grootvizier, terwijl Kösem slechts de steun had van het korps der Janitsaren.
In de strijd om de macht overwoog Kosëm om Mehmet IV af te zetten en te vervangen door een andere kleinzoon van haar. Toen het plan uitlekte en Turhan Hatice ter ore kwam, mislukte de afzetting. Drie jaar na de troonsbestijging van Mehmet IV werd Kösem vermoord. Het is niet bekend of Turhan Hatice achter de moord zat.

### Valide sultan en regentes
Als regentes over haar zoon had Turhan Hatice grote macht en ze werd door haar zoon de sultan zeer gerespecteerd. Ze was de enige Valide sultan in de geschiedenis met wie de sultan daadwerkelijk de macht deelde over het bestuur van het Ottomaanse Rijk. Door haar onervarenheid liet ze zich wel veel adviseren door andere leden van het bestuur. In 1656 stond ze een groot gedeelte van haar macht af aan grootvizier Köprülü Mehmed Pasha.
Nadat Köprülü de macht had overgenomen stak Turhan Hatice veel tijd en moeite in nieuwe bouwprojecten. Zo liet ze twee nieuwe forten optrekken aan de Dardanellen tegen het eventuele Venetiaanse gevaar. Onder haar leiding werd ook de bouw van de Nieuwe moskee in Istanboel opgepakt. Toen ze overleed in 1683 werd ze in die moskee begraven en later werd haar zoon naast haar in de moskee gelegd.